# ناو مانتکام
ناو مانتکام (به انگلیسی: French cruiser Montcalm) یک کشتی بود که طول آن ۱۷۹ متر (۵۸۷ فوت) بود. این کشتی در سال ۱۹۳۵ ساخته شد.